# Aeroportul Siwo
Aeroportul Siwo (IATA: EAE, ICAO: NVSE) este un aeroport din Vanuatu.
Situat la o altitudine de 2 m, aeroportul dispune de o singură pistă.